# クァドラングル
クァドラングル（Quadrangle, 1961年4月16日 - 1978年9月28日）は、アメリカ合衆国の競走馬・種牡馬。1964年のベルモントステークスに優勝した。

## 経歴
- 当時はグレード制未導入。また、特記がない限り競走はすべてダートコース。

ポール・メロンが持つバージニア州のロークビー牧場で生産されたサラブレッドの牡馬である。メロン所有のもとロークビーステーブル名義で競走馬登録され、調教はエリオット・バーチに託された。2歳時はピムリコフューチュリティ（ピムリコ・8.5ハロン）で優勝し、ほかメイフラワーステークス（サフォークダウンズ・8.5ハロン）で2着に入るなど6戦3勝の戦績を挙げた。
3歳時はウッドメモリアルステークス（アケダクト・9ハロン）で勝利してクラシック三冠路線に名乗りを挙げた。この世代にはサンタアニタダービーを勝ってきたヒルライズや、シャンペンステークスを制してきたローマンブラザー、そしてカナダから来たフロリダダービー馬ノーザンダンサーらが強豪とみなされ、それらに混じってクァドラングルも三冠路線に挑戦したが、ケンタッキーダービー（チャーチルダウンズ・10ハロン）ではスタートで引っかかって5着、プリークネスステークス（ピムリコ・9.5ハロン）では4着とともにノーザンダンサーに敗れた。その後、バーチ調教師はクァドラングルをベルモントステークスより前にメトロポリタンハンデキャップ（ベルモントパーク・8ハロン）に登録、古馬相手ながらも2着と健闘した。
1964年6月6日に行われたベルモントステークス（ベルモントパーク・12ハロン）はノーザンダンサーの三冠が懸かった舞台であり、当日は61,215人の観衆が詰めかけていた。8頭立てで行われたこの競走で、クァドラングルは3月以来前走まで着用していたブリンカーを外して出走、鞍上はマヌエル・イカサが務めた。レースが始まると最初に先頭に立ったのはオリエンテーリストという馬で、その後ろ2番手にヒルライズが追走、一方でクァドラングルはペースがスローになると読んだイカサの指示のもと内ラチ沿いを丁寧に周回していた。バックストレッチに入ると先団ではヒルライズとノーザンダンサーが激しく競り合い、一方で半マイルの標識を過ぎたところでオリエンテーリストが力尽きて下がり始めていた。イカサはそれを機にクァドラングルを先頭に持ち出すが、一方でノーザンダンサー鞍上のビル・ハータックもそれに外から並びかけようとしてきた。しかし残り2ハロンというところでノーザンダンサーは力尽き後退、その一方でクァドラングルはそのまま先頭に立って、トラックレコードにあと少し迫る2分28秒40のタイムで走破、2着ローマンブラザーに2馬身差をつけて優勝した。ノーザンダンサーはさらに4馬身離された3着に敗れている。
同年はこのほかドワイヤーハンデキャップ（アケダクト・10ハロン）やローレンスリアライゼーションステークス（ベルモントパーク・13ハロン）、トラヴァーズステークス（サラトガ・10ハロン）で優勝している。秋には古馬とも対決しており、当時全盛を誇ったケルソやガンボウを相手にウッドワードステークスで3着に入るなど見せ場を作っている。
しかし1964年の末に屈腱炎を患って休養、その後1965年の春に復帰するも力は取り戻せず、ステークス競走ではカリフォルニアンステークス（ハリウッドパーク・8.5ハロン）での2着が最高であった。

## 種牡馬入り後
1966年よりバージニア州のブルーリッジ牧場で種牡馬入りした。アメリカジョッキークラブの調べによれば、クァドラングル産駒309頭のうち193頭が勝ち上がり、うち25頭がステークス競走勝ちを収めたとある。代表産駒は1969年生のスーザンズガールで、同馬はケンタッキーオークスなど29勝を挙げ、後年アメリカ競馬殿堂入りを果たしている。以下はその他の代表産駒。
- クレアーブリッジ Clare Bridge - 1967年生、牝馬。サクラチトセオー・サクラキャンドルの祖母
- スクウェアエンジェル Square Angel - 1970年生、牝馬。1973年カナダ最優秀3歳牝馬。
- エンジェルライト Angle Light - 1973年生、牡馬。ウッドメモリアルステークスでセクレタリアトとシャムを破った。
- スマートエンジェル Smart Angle - 1977年生、牝馬。1979年アメリカ最優秀2歳牝馬。

1978年、脚を骨折したため安楽死の処置がとられた。

## 血統表
| クァドラングルの血統          | クァドラングルの血統                     | クァドラングルの血統 | （血統表の出典） | （血統表の出典） |
| 父系                          | マームード系                             | マームード系         | マームード系     | [ § 2 ]          |
| 父 Cohoes アメリカ 鹿毛 1954  | 父の父Mahmoud フランス 芦毛 1933         | Blenheim             | Blandford        | Blandford        |
| 父 Cohoes アメリカ 鹿毛 1954  | 父の父Mahmoud フランス 芦毛 1933         | Blenheim             | Malva            |                  |
| 父 Cohoes アメリカ 鹿毛 1954  | 父の父Mahmoud フランス 芦毛 1933         | Mah Mahal            | Gainsborough     | Gainsborough     |
| 父 Cohoes アメリカ 鹿毛 1954  | 父の父Mahmoud フランス 芦毛 1933         | Mah Mahal            | Mumtaz Mahal     |                  |
| 父 Cohoes アメリカ 鹿毛 1954  | 父の母Belle of Troy アメリカ 黒鹿毛 1947 | Blue Larkspur        | Black Servant    | Black Servant    |
| 父 Cohoes アメリカ 鹿毛 1954  | 父の母Belle of Troy アメリカ 黒鹿毛 1947 | Blue Larkspur        | Blossom Time     |                  |
| 父 Cohoes アメリカ 鹿毛 1954  | 父の母Belle of Troy アメリカ 黒鹿毛 1947 | La Troienne          | Teddy            | Teddy            |
| 父 Cohoes アメリカ 鹿毛 1954  | 父の母Belle of Troy アメリカ 黒鹿毛 1947 | La Troienne          | Helene de Troie  |                  |
| 母 Tap Day アメリカ 鹿毛 1947 | 母の父Bull Lea アメリカ 黒鹿毛 1935      | Bull Dog             | Teddy            | Teddy            |
| 母 Tap Day アメリカ 鹿毛 1947 | 母の父Bull Lea アメリカ 黒鹿毛 1935      | Bull Dog             | Plucky Liege     |                  |
| 母 Tap Day アメリカ 鹿毛 1947 | 母の父Bull Lea アメリカ 黒鹿毛 1935      | Rose Leaves          | Ballot           | Ballot           |
| 母 Tap Day アメリカ 鹿毛 1947 | 母の父Bull Lea アメリカ 黒鹿毛 1935      | Rose Leaves          | Colonial         |                  |
| 母 Tap Day アメリカ 鹿毛 1947 | 母の母Scurry アメリカ 鹿毛 1937          | Diavolo              | Whisk Broom      | Whisk Broom      |
| 母 Tap Day アメリカ 鹿毛 1947 | 母の母Scurry アメリカ 鹿毛 1937          | Diavolo              | Vexatious        |                  |
| 母 Tap Day アメリカ 鹿毛 1947 | 母の母Scurry アメリカ 鹿毛 1937          | Slapdash             | Stimulus         | Stimulus         |
| 母 Tap Day アメリカ 鹿毛 1947 | 母の母Scurry アメリカ 鹿毛 1937          | Slapdash             | Tetrarchy        |                  |
| 母系(F-No.)                   | (FN:2-o)                                 | (FN:2-o)             | (FN:2-o)         | [ § 3 ]          |
| 5代内の近親交配               | Teddy 4×4                                | Teddy 4×4            | Teddy 4×4        | [ § 4 ]          |
| 出典                          | 1. 2. 3. 4.                              | 1. 2. 3. 4.          | 1. 2. 3. 4.      | 1. 2. 3. 4.      |